# Lend (kraj związkowy Salzburg)
Lend – gmina w Austrii, w kraju związkowym Salzburg, w powiecie Zell am See. Według Austriackiego Urzędu Statystycznego liczyła 1332 mieszkańców (1 stycznia 2015).